# Othnielia
Othnielia (лат.) — сомнительный род птицетазовых динозавров в составе клады Ornithopoda, названный по имени своего первооткрывателя профессора Отниела Марша, американского палеонтолога XIX века. В 1977 году Питер Гэлтон переименовал найденный Маршем таксон Othnielia rex в Nanosaurus rex.

## Описание

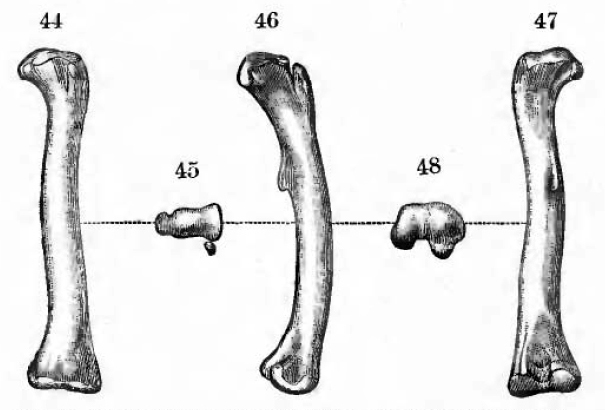
Кость левого бедра Othnielia

Без окаменелостей, ныне причисленных к роду Othnielosaurus, данный род считается сомнительным и может быть охарактеризован только в общих чертах, основанных на подобных останках. Это был относительно небольшой динозавр длиной от 1,5 до 2 метров и весом в 10 килограммов, проворный, передвигающийся на задних лапах растительноядный, с маленькими лапками и пропорционально длинными ногами. Этот род животных упоминается в романе Майкла Крайтона Парк юрского периода в качестве маленьких динозавров, живших на деревьях, хотя нет никаких свидетельств такого рода поведения.

## Открытие
Останки, отнесённые к Othnielia, были найдены в Вайоминге, Юте и Колорадо в формации Моррисон — скальных образованиях позднего юрского периода. Однако, после пересмотра Гэлтоном птицетазовых Моррисона, оказалось, что только некоторые образцы относятся к голотипу YPM 1875 (бедро Nanosaurus rex) и, возможно, некоторые осколки черепа. Гэлтон посчитал невозможным классифицировать кость бедра, что сделало само название Othnielia сомнительным, а также отнёс два неполных скелета к новому роду Othnielosaurus. Ещё предстоит решить, является ли «Othnielia» валидным названием, но этот вид таксономического решения имеет множество подобных прецедентов (например, один из видов Lagosuchus был отнесён к роду маразух).

### Прочие образцы
В работе Гэлтона были рассмотрены только голотип Othnielia и два частичных скелета, оставляя нерешённым назначение нескольких других образцов, упоминания о которых появлялись в литературе. Один из них — почти полный образец, прозванный «Барбара», хранящийся в Aathal Dinosaur Museum, а также зубная кость MWC 5822, вновь отнесённая к Othnielia rex.

### DMNH 21716
В 2001 году Кэтлин Брилл и Кеннет Карпентер сообщили о находке в формации Моррисон детёныша орнитопода, возможно Othnielia rex. Образцу было дано обозначение DMNH 21716. В качестве доказательств того, что кости принадлежат детёнышу, были указаны их малый размер, несросшиеся черепные швы, а также «губчатые и не полностью сформированные» концы длинных костей. Если образец действительно принадлежал Othnielia rex, то в этом случае взрослая особь была втрое больше детёныша. Однако, хронологический возраст образца не может быть точно оценён, поскольку ни яйца, ни детёныши Othnielia прежде найдены не были.